# ريتشارد بوادو
ريتشارد بوادو (بالإنجليزية: Richard Boadu)‏ هو لاعب كرة قدم غاني، ولد في 4 أبريل 1998. يلعب في النادي الاهلي الليبي في مدينة بنغازي